# محمداعظم دادفر
محمداعظم دادفر (زاده ۱۳۲۵ولایت جوزجان) پزشک و سیاستمدار افغانستانی است. او از سال ۱۳۸۵ تا ۱۳۸۹ به‌عنوان وزیر تحصیلات عالی و از سال ۱۳۸۳ تا ۱۳۸۵ به‌عنوان وزیر امور مهاجرین و عودت‌کنندگان افغانستان خدمت کرده‌است.
محمداعظم دادفر در سال ۱۳۲۵ در شهر اندخوی ولایت جوزجان دیده به جهان گشود. تحصیلات ابتدایی را در اندخوی و بعداً در کابل ادامه داد و درسال ۱۳۴۴ از لیسه غازی کابل فارغ گردید. وی در سال ۱۳۵۲ از دانشکده پزشکی دانشگاه کابل فارغ و از همان سال الی سال ۱۳۵۷ با درجه علمی پوهنیار در هیئت علمی دانشگاه کابل مشغول خدمت بود. داکتر دادفر در ماه قوس ۱۳۵۷ بعد از کودتای ۷ ثور در زندان پلچرخی محبوس گردیده و در جوزای ۱۳۵۹ به پاکستان هجرت نمود. او در سال ۱۳۶۴ مرکز تداوی و تحقیق امراض روانی برای مهاجرین افغان را در پشاور اساس نهاد. دادفر به علاوه بر زبان‌های دری، پشتو و اوزبیکی، به زبان‌های آلمانی، انگلیسی و ترکی نیز تسلط دارد.

## فعالیت‌ها
- مشاور سازمان صلیب سرخ؛ ۱۳۷۱ در ژنو
- دکتور امراض روانی از ۱۳۷۱ تا ۱۳۷۳؛ در آلمان غربی
- دکتور تداوی معتادین از ۱۳۷۴ تا ۱۳۷۷؛ در آلمان غربی
- وزیر امور مهاجرین از ۱۳۸۳ تا ۱۳۸۵؛ کابینه حامد کرزی
- وزیر تحصیلات عالی از ۱۳۸۵ تا ۱۳۸۹؛ کابینه حامد کرزی